# Церковь Святителя Николая Чудотворца (София)
Це́рковь Святи́теля Никола́я Чудотво́рца — русский православный храм в Софии. Является подворьем Русской православной церкви. С 1907 по 1934 год была русской посольской церковью.

## История

### Первый проект
По окончании Русско-турецкой войны 1877—1878 годов в Софии образовалась значительная русская община, состоявшая в основном из русских экспертов. Тогда же появились планы устроить для неё отдельный храм.
В 1882 году городские власти предоставили участок в 1400 квадратных метров на месте уничтоженной тогда же рыночной мечети. Созданный для строительства храма комитет начал собирать пожертвования. Закладка храма планировалась в 1902 году. Однако, по разным причинам (в основном, политическим), она откладывалась.
Всё это время члены русской общины молились в зале, располагавшемся в дипломатическом агентстве.

### Современный храм
Закладка современной церкви состоялась 2 (15) сентября 1907 года в присутствии великого князя Владимира Александровича, болгарского князя Фердинанда с наследником престола Борисом.
Автор проекта — Михаил Тимофеевич Преображенский. К 1911 году здание вчерне было готово, но отделка и роспись продолжались ещё более двух лет.
Освящение храма 11 (24) ноября 1914 года возглавил по просьбе Болгарского экзарха Иосифа (Йовчева) (тогда в схизме) митрополит Доростольский и Червенский Василий (Михайлов) в сослужении членов своего Синода и российского духовенства (что нарушало прежнюю линию российского Синода не допускать сослужения).
По вступлении в октябре 1915 года Болгарии в Первую мировую войну на стороне Центральных держав (против России), дипломатические сношения между Болгарией и Россией были прерваны, дипломатическая миссия и русское духовенство эвакуированы в России, богослужение в храме прекращено.
С 2 января 1920 года до начала 1923 года в Софии действовала русская дипломатическая миссия правительства генерала Антона Деникина во главе с Александром Петряевым; на неё возлагалась защита интересов русских беженцев и русской церкви в Болгарии. После закрытия миссии, её имущество вместе с имуществом церкви было опечатано комиссией, назначенной Министерством иностранных дел и исповеданий Болгарии.
Храм, находившийся в юрисдикции Русской православной церкви заграницей продолжал действовать, но без своего имущества и архива — до 1933 года, когда, в преддверии установления болгаро-советских дипломатических отношений, правительство Народного блока решило передать церковное имущество настоятелю русской церкви в Софии отцу Н. Владимировскому. После напряжённых переговоров о условиях установления дипотношений, 15 сентября 1934 года церковь при посольстве СССР была передана во временное пользование болгарскому государству в лице Министерства иностранных дел и исповеданий; 18 декабря того же года Министерство передало церковь и всё её имущество Софийской митрополии Болгарской православной церкви.
После установления в Болгарии прокоммунистического правительства «Отечественного фронта», в июне 1946 года Советский Союз разрешил некоторым русским эмигрантам принять гражданство СССР, что позволило передать им храм во временное пользование для богослужений. 28 декабря 1946 года, после реставрации и ремонта, храм был передан в ведение архиепископа Серафима (Соболева), управляющего приходами Русской православной церкви в Болгарии (ранее в епископате РПЦЗ). Последний был погребён в крипте храма в 1950 году.
С ноября 1952 года имеет статус подворья Московской Патриархии в Софии.
В 1975—1977 годах были проведены работы по реставрации росписей храма, в 1982 году — заново позолочен иконостас. Новый ремонт был сделан в 1994—1996 годах.

## Архитектура, убранство

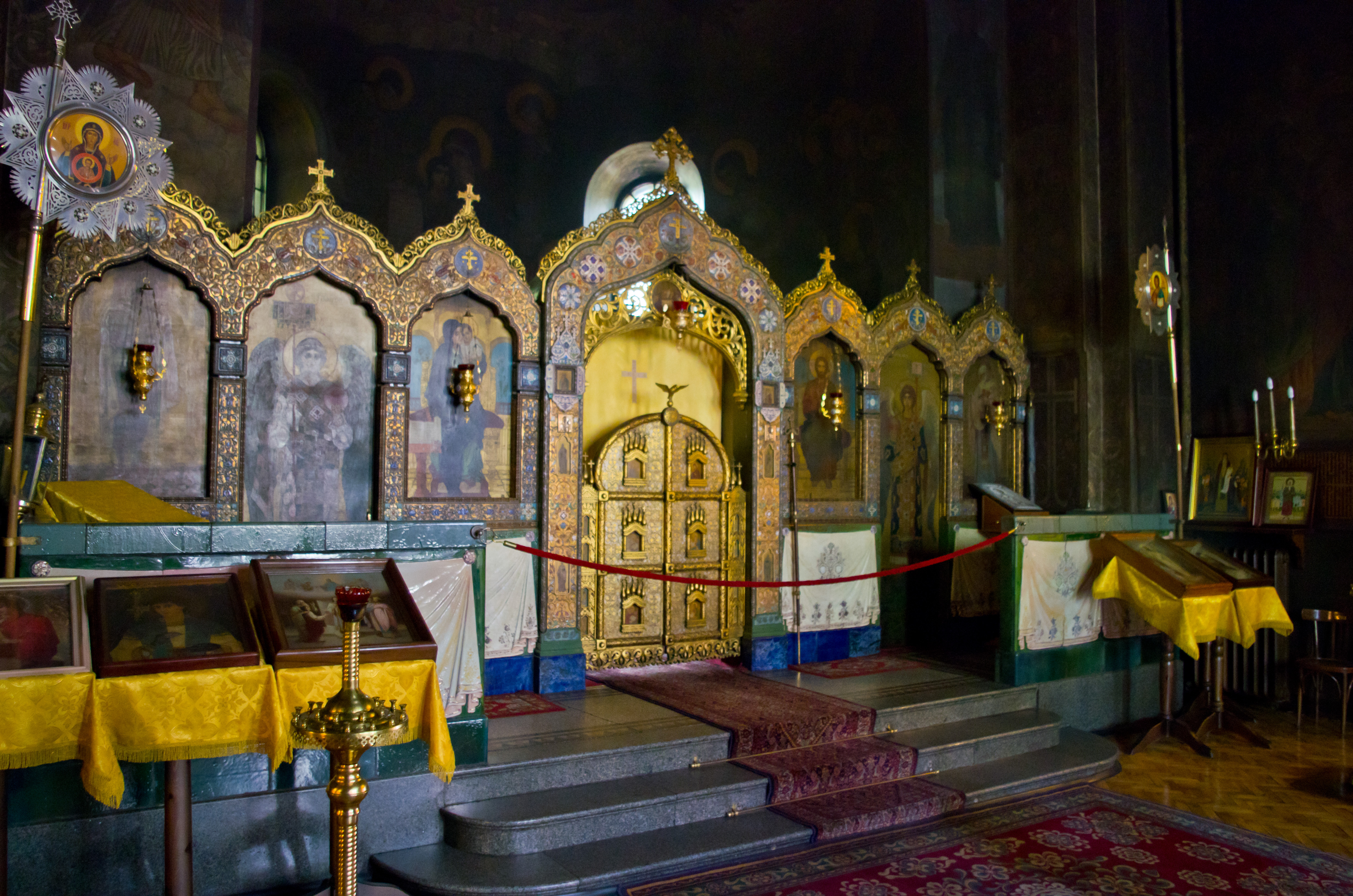
Иконостас

В плане храм представляет бесстолпный четверик с примыкающими алтарным и боковыми помещениями, а также крыльцом-папертью с двускатной крышей из зелёной поливной черепицы. Над входом помещён майоликовый образ святителя Николая Чудотворца.
Цилиндрический барабан купола завершается шатром, который тоже покрыт поливной черепицей и увенчан золочёной главкой с крестом. Шатёр окружён четырьмя позолоченными луковками, возвышающимися над венцом из кокошников.
Широкий фриз составлен из разноцветных изразцов. Наличники окон выполнены из белого камня.
Стенопись выполнена в традиционном русском стиле под руководством В. Т. Перминова. Роспись сделана темперой в матовых тонах.
Майоликовый иконостас был выполнен в Санкт-Петербурге.
Церковные колокола — подарок императора Николая II.
В крипте храма в 1950 году был погребён архиепископ Серафим (Соболев), его гробница в 1987 году была отделана мрамором.

## Настоятели
- протоиерей Пётр Преображенский (июль 1912 — март 1914)
- архимандрит Николай (Дробязгин) (март 1914 — июнь 1915)
- архимандрит Тихон (Лященко) (1920 — май 1921)
- архиепископ Серафим (Соболев) (май 1921—1929)
- протоиерей Николай Владимирский (1929 — 30 марта 1944)
- протоиерей Георгий Голубцов (апрель 1944 — декабрь 1947)
- протоиерей Андрей Ливен (декабрь 1947 — июнь 1949)
- архимандрит Пантелеимон (Старицкий) (июнь 1949 — апрель 1952)
- протоиерей Сергий Казанский (ноябрь 1952 — июнь 1953)
- игумен Сергий (Канабеев) (июнь 1953 — март 1957)
- протоиерей Павел Майдачевский (март 1957 — сентябрь 1957) и. о.
- архимандрит Мефодий (Жерев) (сентябрь 1957 — декабрь 1973)
- протоиерей Михаил Лулчев (декабрь 1972 — декабрь 1973) и. о.
- протоиерей Аркадий Тыщук (декабрь 1973 — август 1975)
- архимандрит Никита (Якерович) (сентябрь 1975 — январь 1985)
- протоиерей Николай Дзичковский (январь 1985 — июнь 1995)
- протоиерей Сергий Трухачёв (июнь 1995 — май 1998)
- протоиерей Александр Карягин (май 1998 — апрель 2008)
- игумен Исидор (Минаев), (апрель 2008 — март 2009)
- иеромонах Зотик (Гаевский) (март 2009 — май 2011)
- архимандрит Филипп (Васильцев) (4 июля 2011 года — 7 марта 2018)
- архимандрит Вассиан (Змеев) (7 марта 2018 — 11 октября 2023)
- протоиерей Владимир Тыщук (с 11 октября 2023)